# Tiruchirappalli
Tiruchirappali (தி௫ச்சிராப்பள்ளி en tamil) es la cuarta ciudad más grande del estado de Tamil Nadú (en el sur de la India).
También se la llama Tiruchi (tamil: தி௫ச்சி) o Trichy.
En el río Kaverí, se encuentra la isla de Sri Rangam (de 25 km de longitud y 2,5 km de anchura), donde se alza el templo Ranganathaswamy, lugar de peregrinaje durante todo el año.

## Población
La población del área metropolitana de Tiruchirappalli en 2024, a falta de un censo actualizado y en función de la razón de crecimiento del último, se calcula en 1,245,000 habitantes, lo que supondría un incremento del 1.88% con respecto al cálculo realizado para 2023.
Un 11.28%, según datos de 2012, vivía bajo el umbral de la pobreza.

## Clima
Se encuentra a una altitud de 80 m.s.m. a 390 km de la capital estatal, Chennai, en la zona horaria UTC +5:30.
Durante los meses de verano de marzo a mayo, Tiruchi es extremadamente seca y calurosa durante el día. Sin embargo, durante las noches baja la temperatura, con vientos que soplan desde el sureste.
La ciudad recibe su suministro de agua potable a partir de cinco obras de captación en el río Cauvery y 1470 pozos perforados vinculados a 60 depósitos de servicio en los alrededores de la ciudad.[cita requerida]

## Economía
La economía de Tiruchi se basa principalmente en la industria. Durante el dominio británico, la ciudad fue conocida por la elaboración de cigarros puro. En su apogeo, se fabricaban más de 12 millones de puros al año.[cita requerida]
La ciudad tiene un gran número de mercados al por menor y al por mayor, el principal de ellos es el antiguo mercado de Gandhi, donde se distribuyen hortalizas para toda la región. Otros mercados importantes en la ciudad son el mercado de las flores en la isla Srirangam y el mercado de los mangos en Mambazha Salai.
Tiruchi es un centro de maquinaria pesada de ingeniería en Tamil Nadú. La Golden Rock talleres de locomotoras, se trasladó de NagaPatnam a Tiruchi, en 1928, es una de las tres unidades de fabricación de locomotoras de ferrocarril en Tamil Nadú. Los talleres produjeron 650 vagones planos convencionales y bajo el contenedor durante el año 2007-08.[cita requerida]
Desde 2010, Tiruchi es el centro de fabricación de torres para aerogeneradores del sur de la india gracias a las industrias de calderería pesada instaladas previamente en la zona.
También xisten fábricas de cemento y de refinería de azúcar.
La exportación anual de software asciende a 5,8 millones de dólares estadounidenses.[cita requerida]

## Transporte
Tiruchi está comunicada por carretera, ferrovías y transporte aéreo con la mayoría de las ciudades de la India. Las carreteras nacionales NH 45, NH 45B, NH 67, NH 210 y NH 227 pasan a través de la ciudad. Tiruchi forma parte de la División n.º 1 de la Corporación de Transporte del estado de Tamil Nadú, que tiene su sede en Kumbakonam. Hay autobuses regulares que van a diferentes regiones. Hay dos terminales de autobuses a una distancia de 1 kilómetro de la estación principal del tren. La ciudad cuenta con un desarrollado sistema de transporte local de autobuses tanto del gobierno como privadas.[cita requerida]

### Ferrocarril
La India Railway Company fue fundada en 1853 con su sede en Tiruchi. En 1859, la compañía construyó su primera línea ferroviaria de conexión Tiruchi y Nagapattinam. En la actualidad, Tiruchi es un importante nudo ferroviario en el centro de Tamil Nadú y constituye una división independiente del Ferrocarril del Sur. Hay trenes frecuentes a diferentes regiones. Tiruchi tiene conectividad con el ferrocarril a las más importantes ciudades y pueblos en toda India.[cita requerida]

### Aeropuerto
El Aeropuerto Internacional de Tiruchirapalli es el segundo aeropuerto más grande en Tamil Nadú, en términos de tráfico de pasajeros, el tráfico de carga, así como el movimiento de aeronaves. Fue utilizado por primera vez para controlar el tráfico aéreo en 1938.[cita requerida]